# Zweite Schlacht von Homs

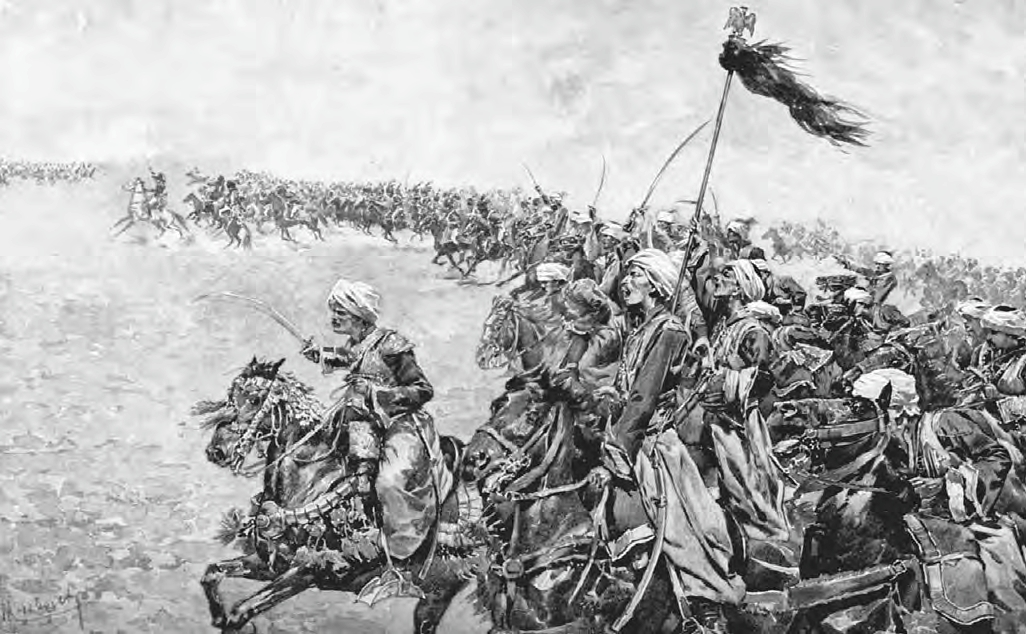
Armee der Mamluken

Die zweite Schlacht von Homs wurde am 29. Oktober 1281 in Westsyrien zwischen den Armeen der Mamluken-Dynastie von Ägypten und dem Ilkhanat, einer Division des mongolischen Reiches, die sich auf den Iran konzentrierte, ausgetragen. Die Schlacht war Teil von Abaqa Khans Versuch, Syrien von den Ägyptern zu erobern.

## Vorgeschichte
Nach den Mamluk-Siegen über die Mongolen bei Ain Djalut im Jahr 1260 und Elbistan im Jahr 1277 schickte der Il-Khan Abaqa seinen Bruder Möngke Temur an die Spitze einer großen Armee, die etwa 40.000 bis 50.000 Männer zählte, hauptsächlich Armenier unter Leon III. und Georgier unter Demetrius II. Die zweite Schlacht von Homs war das erste Mal, dass die Mamluken der mongolischen Armee mit voller Kraft gegenüberstanden.
Am 20. Oktober 1280 eroberten die Mongolen Aleppo, plünderten die Märkte und verbrannten die Moscheen. Die muslimischen Einwohner flohen nach Damaskus, wo der Mamlukanführer Qalawun seine Truppen versammelte.

## Schlacht
Am 29. Oktober 1281 trafen sich die beiden Armeen südlich von Homs. In einer geschlagenen Schlacht attackierten die Armenier, Georgier und Oiraten unter König Leon III. und mongolischen Generälen die linke Flanke der Mamluken, aber die Mamluken, die von Sultan Qalawun persönlich angeführt wurden, zerstörten das mongolische Zentrum. Möngke Temur wurde verwundet und floh, gefolgt von seiner unorganisierten Armee. Qalawun entschied sich jedoch, den besiegten Feind nicht zu verfolgen und die armenisch-georgischen Helfer der Mongolen schafften es, sich sicher zurückzuziehen.

## Nachwirkung
Im folgenden Jahr starb Abaqa und sein Nachfolger Tekuder kehrte seine Politik gegenüber den Mamluken um. Er konvertierte zum Islam und schmiedete ein Bündnis mit dem Mamluken-Sultan.
Die Schlacht von Homs war ein wichtiger Wendepunkt in der Erweiterung des mongolischen Reiches, da es das erste Mal war, dass eine umfassende mongolische Invasion an der westlichen Grenze abgewehrt werden konnte.